# Федерация волейбола Азербайджана
Федерация волейбола Азербайджана (азерб. Azərbaycan voleybol federasiyası) — организация, занимающаяся проведением соревнований по волейболу на территории Азербайджана.

## Из истории волейбола в Азербайджане

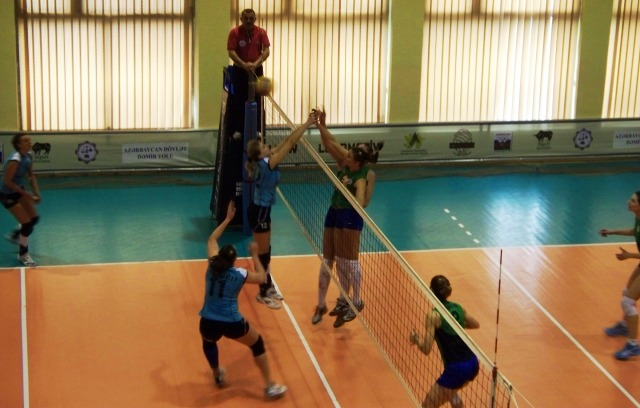
Чемпионат Азербайджана по волейболу среди женских команд. «Рабита» — «Игтисадчи». Баку, 26.04.2009

В 1958 году азербайджанский волейболист Октай Агаев становится бронзовым призёром чемпионата Европы по волейболу среди мужских команд, проходившем в Праге.
В 1962 году, 18 летняя азербайджанская волейболистка Инна Рыскаль вошла в состав Сборной СССР на чемпионате мира. Проиграв лишь в финале японкам, Сборная СССР завоевывает серебряные медали. Став одним из основных игроков сборной, Инна Рыскаль выступает на четырёх Олимпийских Играх. По количеству завоёванных медалей на Олимпийских волейбольных турнирах не имеет равных в мире. Её достижения впечатляют: двукратная олимпийская чемпионка 1968 и 1972 гг, двукратный серебряный призёр Олимпиад 1964 и 1976 гг, чемпионка мира 1970 года, обладатель Кубка мира 1973 года, трёхкратная чемпионка Европы 1963, 1967 и 1971 гг). За большие достижения в женском волейболе в 2000 году её фамилия появилась в Зале волейбольной славы, находящемся в городе Холиоке (штат Массачусетс), который принято считать местом рождения волейбола.

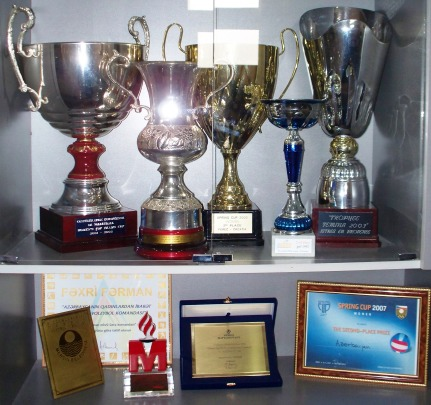
Уголок «Славы!» в Федерации волейбола Азербайджана

В 1966 и 1972 годах волейболистки «Нефтяника» завоевывают бронзовые медали чемпионата СССР по волейболу среди женщин. «Нефтяник» также завоевывает серебряные медали Спартакиады народов СССР и союзного чемпионата 1967 в форме сборной Азербайджанской ССР.
Женская волейбольная команда «БЗБК» в 1990 году завоевывает бронзовые награды чемпионата СССР, а в 1991 году команда побеждает в последнем розыгрыше Кубка СССР.
В 1993 году женская команда «БЗБК» доходит до финала Кубка обладателей кубков ЕКВ.
В 2000 году, по приглашению тогдашнего президента МОК Азербайджана — Ильхама Алиева, Фаик Гараев возвращается на родину для развития волейбола в стране.
Успехи не заставляют себя долго ждать. Сначала женский волейбольный клуб «Азеррейл» завоевывает европейский Кубок Топ команд. Затем женская сборная Азербайджана трижды выходит в финальную часть чемпионата Европы (2005-Хорватия, 2007-Бельгия, 2009-Польша) а также во второй раз в своей истории завоевывает право играть в финале чемпионата мира, который прошёл в 2006 году в Японии. Заняв здесь 4 место, азербайджанские волейболистки ещё раз доказывают, что являются к тому моменту одними из сильнейщих сборных команд в мире.
Два года подряд, в 2003 и 2004 годах женская Сборная Азербайджана по волейболу становится третьим призёром международного турнира на Кубок первого президента России — Бориса Ельцина.
В 2005 году женская сборная Азербайджана становится победителем европейского квалификационного турнира Гран-при Мира, который проходит в азербайджанском городе Губа.

## Общие сведения
Федерация основана в 1991 году. С 1992 года является членом Международной федерации волейбола и Европейской конфедерации волейбола.
26 декабря 2023 года оператор сотовой связи Nar стал официальным партнером Федерации. Nar поддержит проведение чемпионата Азербайджана по волейболу.
8 октября 2024 года бренд «Мисли» компании ОАО «Азерлотерея» подписал с Федерацией соглашение о партнёрстве.
С мая 2025 года в Нахичеванской Автономной Республике создан филиал Федерации.

## Президенты
- Зия Мамедов (? — 12 октября 2016)[4]
- Джавид Гурбанов (12 октября 2016 — 11 апреля 2023)[5][6][7]
- Шахин Багиров (с 11 апреля 2023)[8]